# Francine-Charlotte Gehri
Francine-Charlotte Gehri (* 31. Mai 1923 in Lausanne; † 14. Februar 2022) war eine französischsprachige Schweizer Schriftstellerin.

## Leben
Francine-Charlotte Gehri war als Sekretärin und Handelslehrerin tätig, später als Kulturveranstalterin. Ihr literarisches Werk umfasst Erzählungen und einen Roman.
Gehri war Präsidentin des Schriftstellerverbands Association vaudoise des écrivains (AVE) von 1983 bis 1989. Ihr Grab befindet sich auf dem Friedhof von Rances.

## Auszeichnungen
- 1974: Prix Paul Budry
- 1993: Prix Guy de Maupassant
- 1994: Prix des écrivains vaudois für das Gesamtwerk

## Werke
- A louer meublé, Lyon 1971.
- Sara ou le soleil gris, Genf 1974; Lausanne 1987.
- Un Sou d’or, Genf 1974.
- La Colère ou «Il s’agit d’une histoire d’amour ...», Chernex 1974.
- L’Araignée, Chernex 1975.
- Le Chemin de l’Espagne, Roman, Blainville-sur-Mer 1976.
- Histoires sans point d’orgue, Lyon 1978.
- Le Diablange ou pourquoi les caméléons changent de couleur. OSL, Zürich 1978.
- C’est de nouveau l’aube, Genf 1981.
- Mortes, mes îles…, Lausanne 1988.
- La Vie en mieux, Lausanne 1992.